# حي الواحة (الرياض)
حي الواحة هو أحد الأحياء الراقية في الرياض التابعة لبلدية العليا ، ويحده من الشمال طريق الملك عبد الله ومن الشرق طريق عثمان بن عفان ومن الجنوب قاعدة الرياض الجوية ومن الغرب طريق أبي بكر الصديق

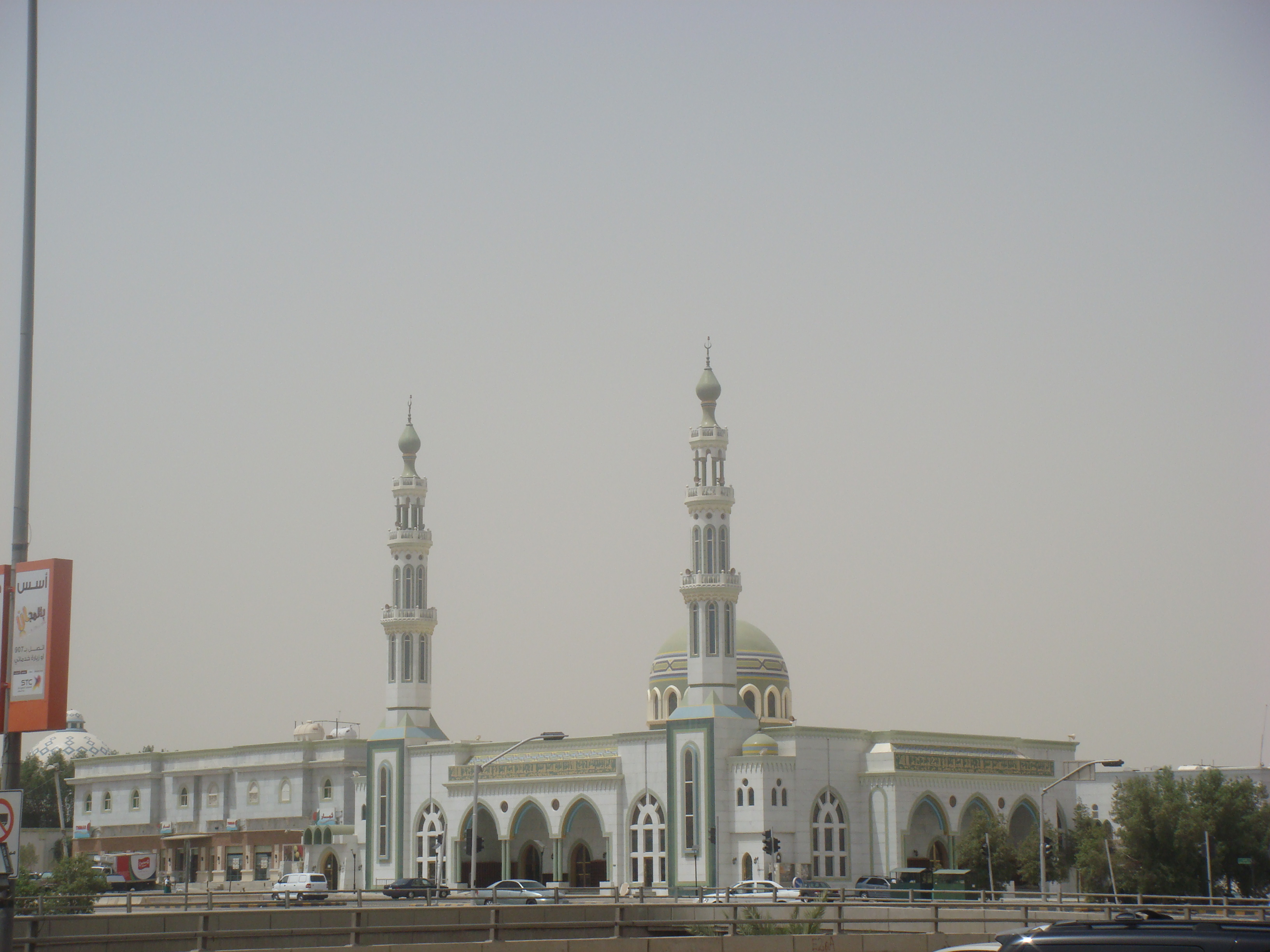
مسجد العويضة في حي الواحة

يجاوره من الشمال حي النزهة ومن الشمال الشرقي حي المغرزات ومن الشرق حي الملك عبد الله الشمالي ومن الجنوب الشرقي قاعدة الرياض الجوية ومن الجنوب قاعدة الرياض الجوية ومن الجنوب الغربي قاعدة الرياض الجوية ومن الغرب صلاح الدين ومن الشمال الغربي حي المرسلات

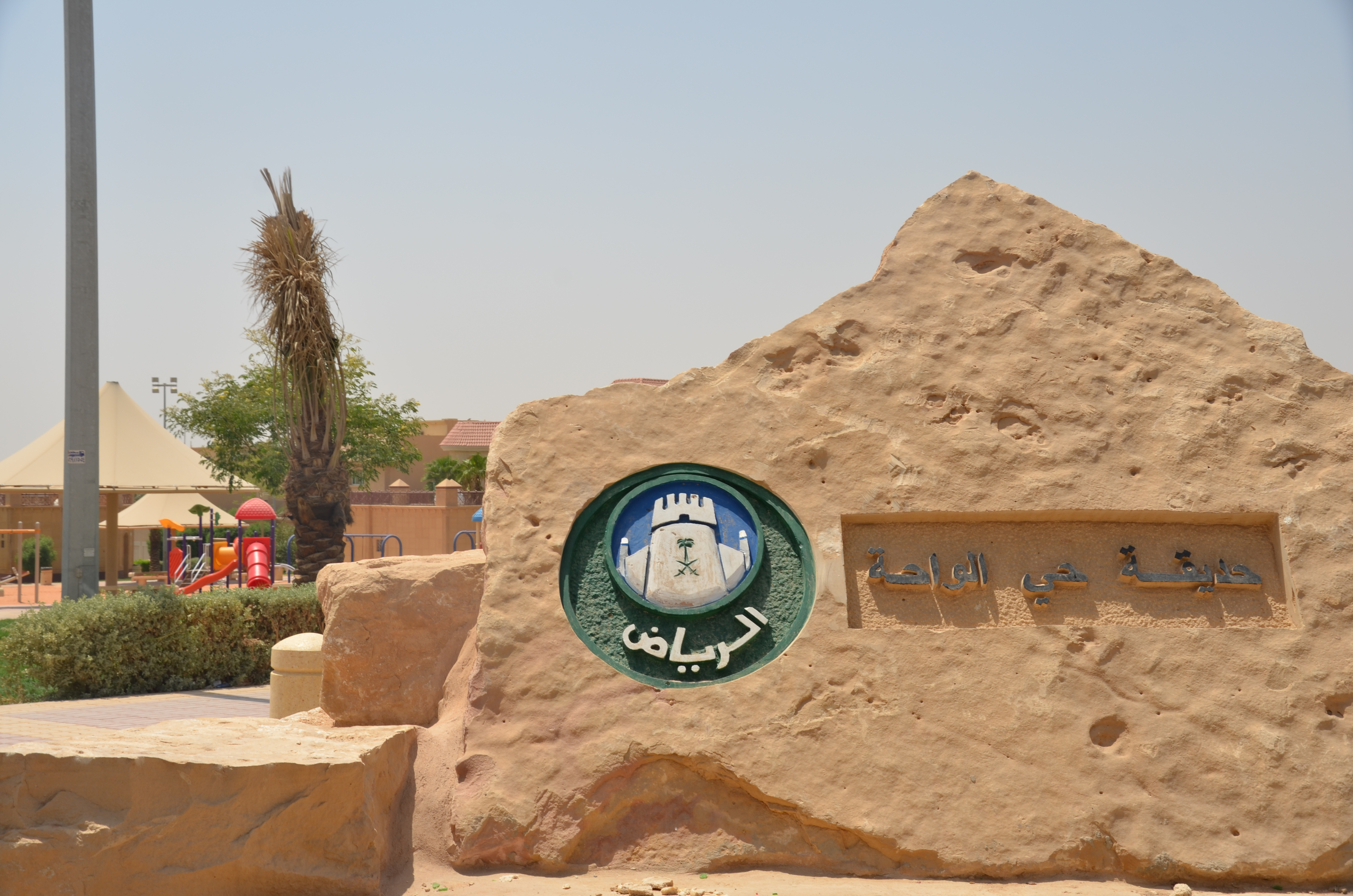
حديقة حي الواحة

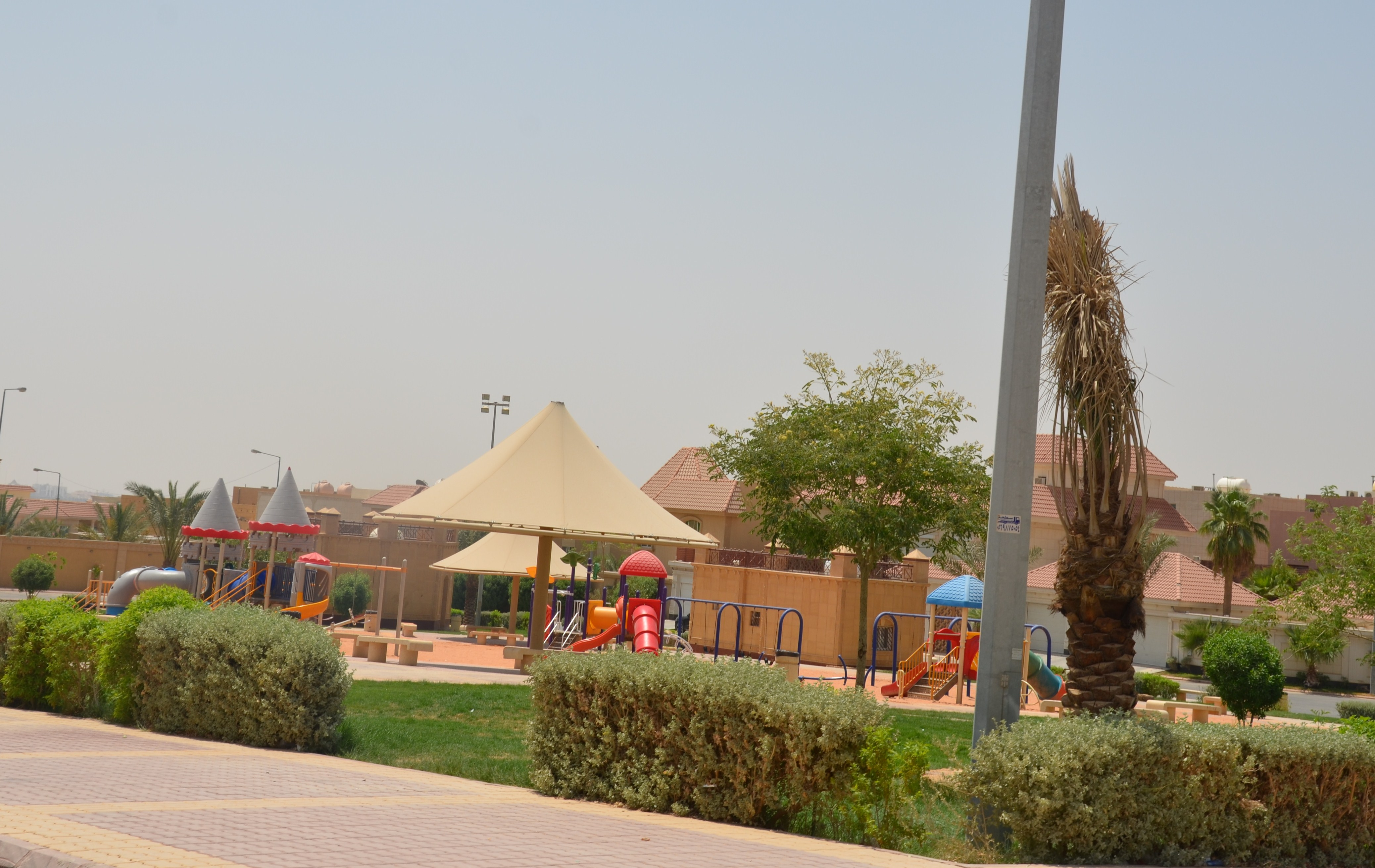
حديقة حي الواحة

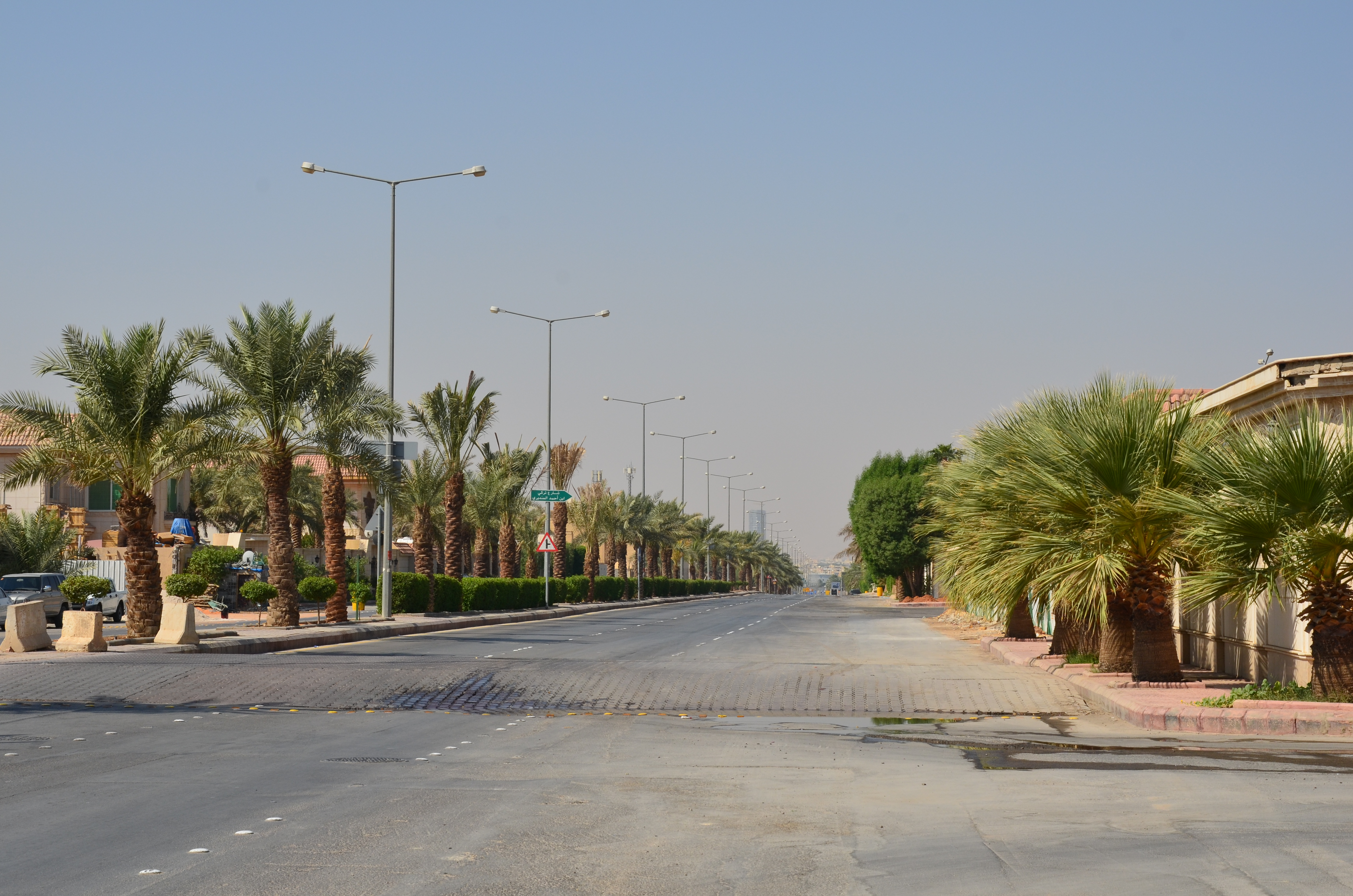
شارع رفحاء

ويتخلله شوارع رئيسية هي :
- شارع رفحاء شارع رفحاء
- شارع تركي بن أحمد السديري